# Spirée
Spiraea
Genre
Classification APG II (2003)
Spiraea (Les spirées ) est un genre de plantes à fleurs de la famille des Rosacées. Ce sont des arbrisseaux dont la taille varie de 0,5 m à 2 m suivant les espèces.
Il existe plus d'une centaine d'espèces à floraison blanche ou de diverses teintes de rose, floraison de printemps ou floraison d'été.

## Description

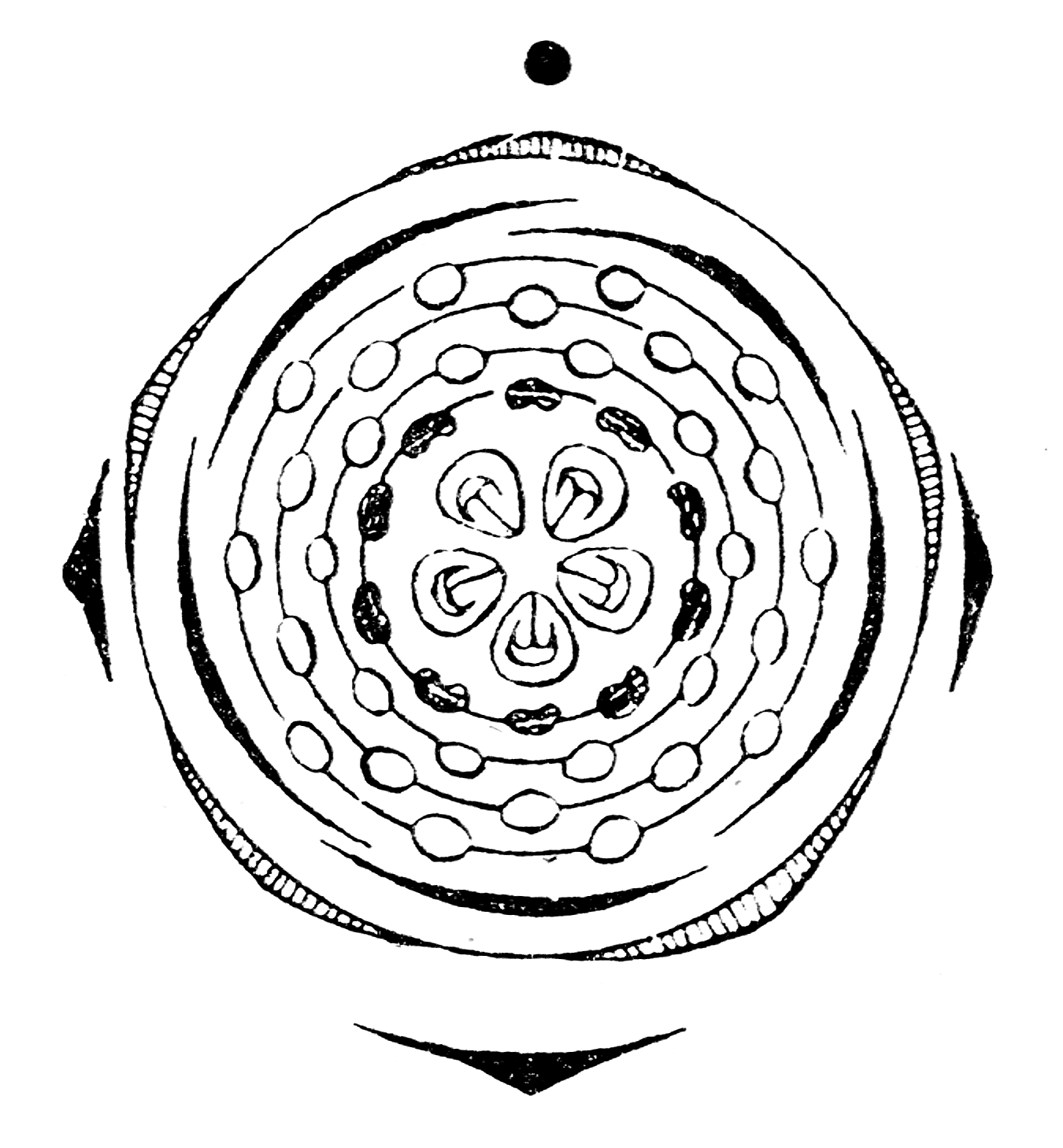
Diagramme floral de Spiraea hypericifolia.

## Principales espèces
- Spiraea alba Du Roi - Spirée blanche
- Spiraea albiflora (Miq.) Zabel - Spirée à fleurs blanches
- Spiraea amoena
- Spiraea arcuata
- Spiraea baldschuanica
- Spiraea bella
- Spiraea betulifolia
- Spiraea blumei
- Spiraea calcicola
- Spiraea cana
- Spiraea canescens D.Don
- Spiraea cantoniensis Lour. - Spirée de Canton
- Spiraea chamaedryfolia L. - Spirée à feuilles de Petit-chêne
- Spiraea crenata
- Spiraea decumbens
- Spiraea densiflora
- Spiraea douglasii Hook. - Spirée de Douglas
- Spiraea filipendula L. - Spirée filipendule - Synonyme: Filipendula vulgaris Moench
- Spiraea gemmata
- Spiraea henryi
- Spiraea hypericifolia L. - Spirée d'Espagne
- Spiraea japonica L.f. - Spirée du Japon
- Spiraea latifolia (Aiton) Borkh.
- Spiraea lobata
- Spiraea longigemmis
- Spiraea media
- Spiraea micrantha
- Spiraea miyabei
- Spiraea mollifolia
- Spiraea nervosa
- Spiraea nipponica
- Spiraea prunifolia (Bridalwreath Spiraea)
- Spiraea pubescens
- Spiraea rosthornii
- Spiraea salicifolia L. - Spirée à feuilles de Saule
- Spiraea sargentiana
- Spiraea thunbergi Siebold ex Blume - Spirée de Thunberg
- Spiraea tomentosa L.
- Spiraea trichocarpa
- Spiraea trilobata
- Spiraea veitchii
- Spiraea virginiana
- Spiraea wilsonii
- Spiraea yunnanensis

## Hybrides les plus connus

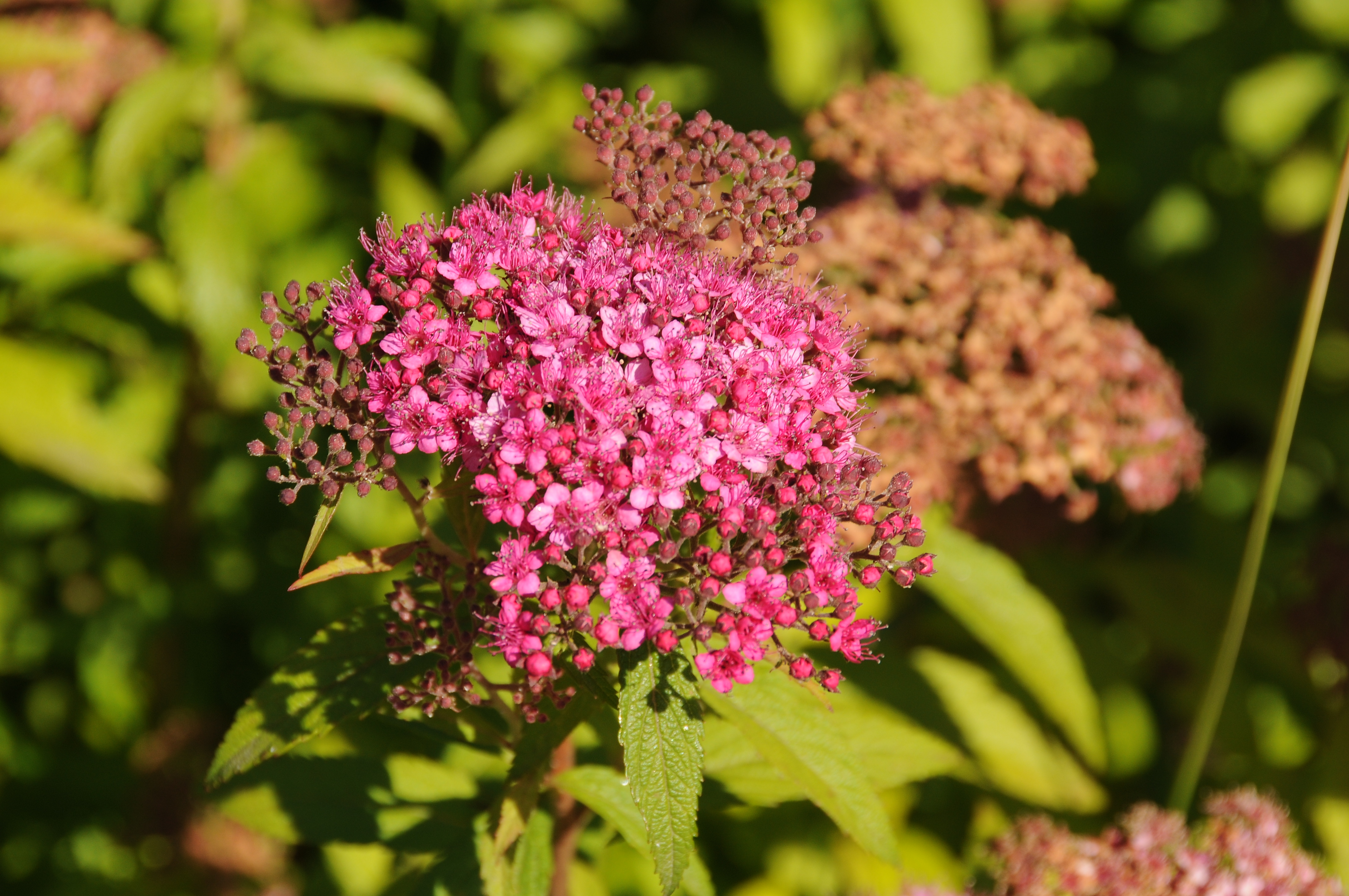
Spiraea japonica.

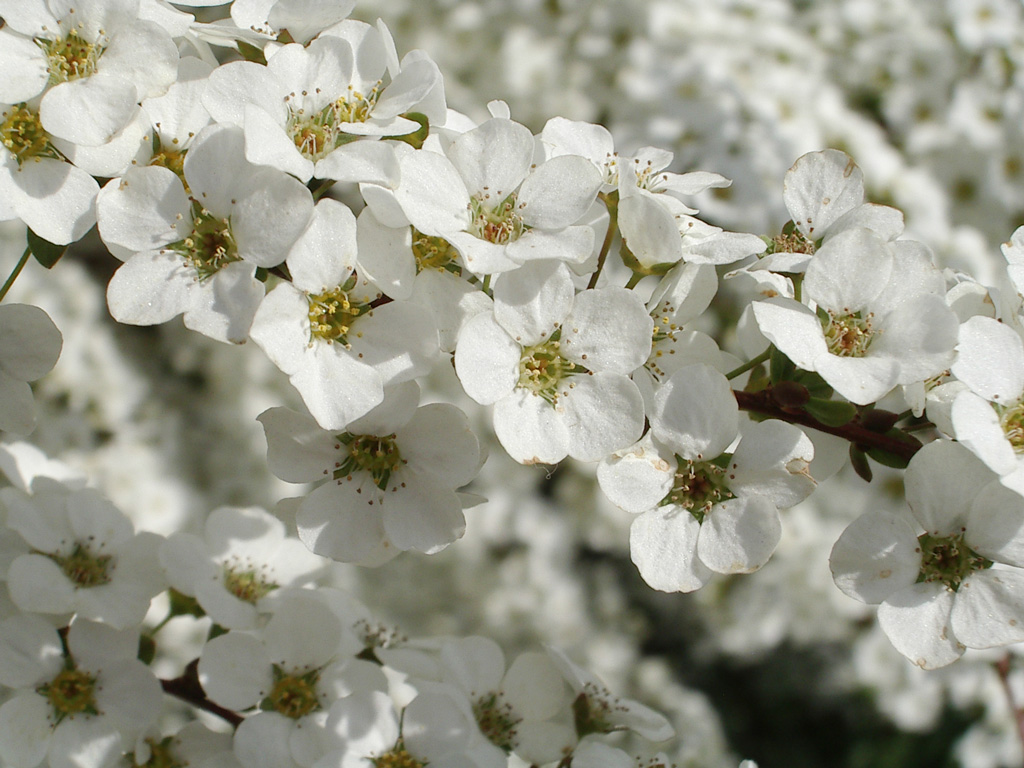
Spiraea thunbergii.

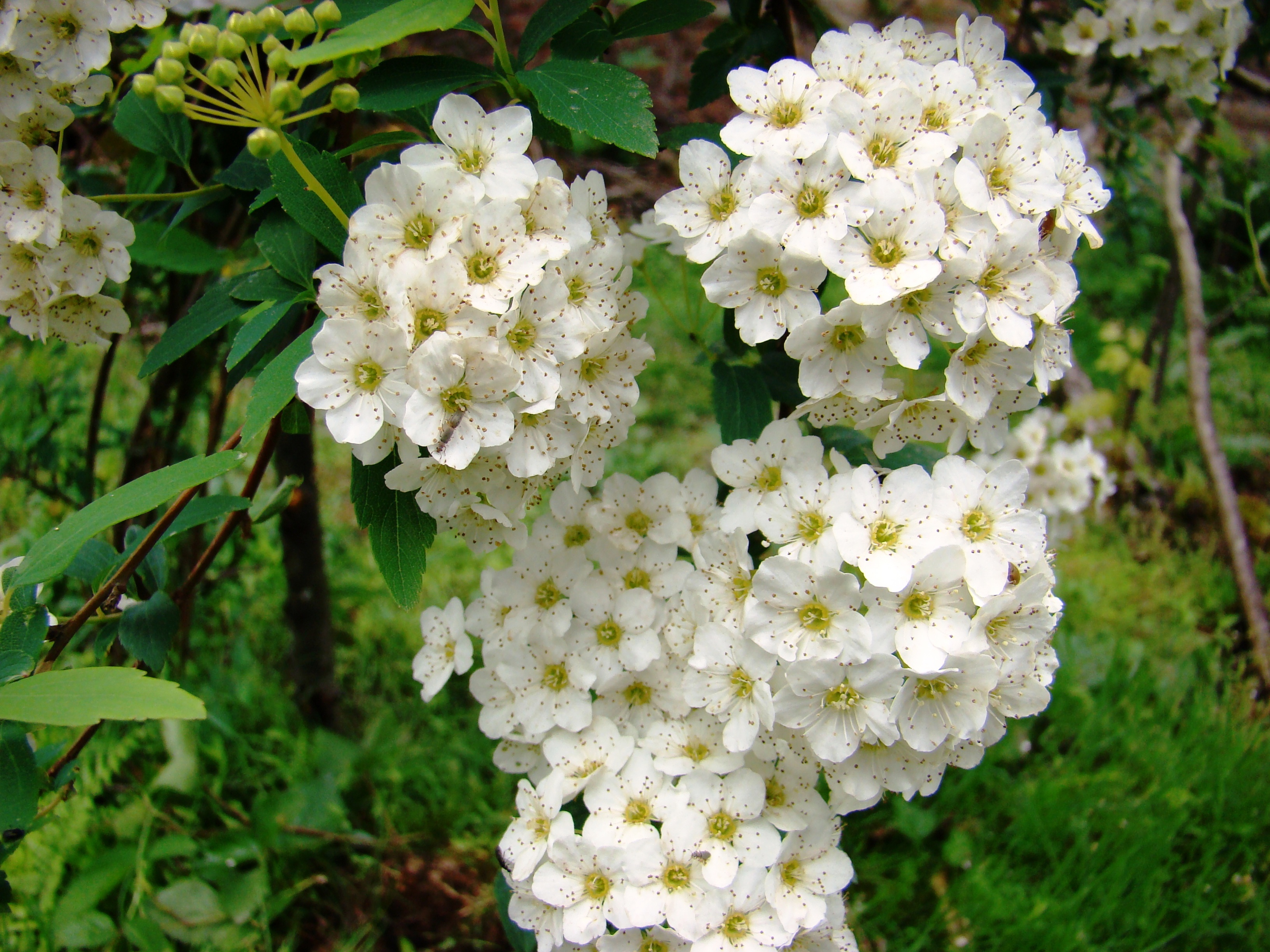
Spiraea × vanhouttei.

- Spiraea ×arguta (S. ×multiflora × S. thunbergii), Spirée hybride à feuilles aiguës
- Spiraea ×billardii Herincq (S. douglasii × S. alba)
- Spiraea ×blanda (S. nervosa × S. cantoniensis)
- Spiraea ×brachybotrys (S. canescens × S. douglasii) Lange
- Spiraea ×bumalda (S. japonica × S. albiflora) Burv.
- Spiraea ×cinerea (S. hypericifolia × S. cana)
- Spiraea ×conspicua (S. japonica × S. latifolia)
- Spiraea ×fontenaysii (S. canescens × S. salicifolia)
- Spiraea ×foxii (S. japonica × S. betulifolia)
- Spiraea ×gieseleriana (S. cana × S. chamaedryfolia)
- Spiraea ×macrothyrsa (S. douglasii × S. latifolia)
- Spiraea ×multiflora (S. crenata × S. hypericifolia)
- Spiraea ×notha (S. betulifolia × S. latifolia)
- Spiraea ×nudiflora (S. chamaedryfolia × S. bella)
- Spiraea ×pikoviensis (S. crenata × S. media)
- Spiraea ×pseudosalicifolia  (Spiraea ×pseudosalicifolia) Silverside
- Spiraea ×pyramidata (S. betulifolia × S. douglasii)
- Spiraea ×revirescens (S. amoena × S. japonica)
- Spiraea ×rosalba Dippel
- Spiraea ×sanssouciana (S. japonica × S. douglasii) K.Koch
- Spiraea ×schinabeckii (S. chamaedryfolia × S. trilobata)
- Spiraea ×semperflorens (S. japonica × S. salicifolia) Zabel
- Spiraea ×vanhouttei (S. trilobata × S. cantoniensis) Spirée de Van Houtte
- Spiraea ×watsoniana (S. douglasii × S. densiflora)